# Francisco Guedes
Francisco Guedes (Matosinhos, Julho de 1949 - Porto, 24 de Março de 2025) foi um editor, tradutor e escritor português.

## Biografia
Nasceu no concelho de Matosinhos, em Julho de 1949, filho do actor João Guedes. Era igualmente irmão da actriz Paula Guedes.
Em 1986 iniciou a sua carreira literária, nas Edições ASA, onde depois também exerceu como editor, tendo ficado ligado à revelação de novos autores e a várias publicações especiais, como o catálogo A Pintura na Pele, lançado em 1992 em dedicação à artista Gracinda Candeias. Entre os vários escritores com os quais colaborou, encontram-se António Cabrita e Kátia Bandeira de Mello-Gerlach. Na década de 1990 começou a colaborar com o jornal Público no lançamento de livros, principalmente sobre culinária, tendo alguns sido escritos sob o pseudónimo Dulce Salgado. As suas obras abrangem um vasto leque de géneros alimentares, sendo as receitas normalmente enriquecidas com introduções e notas de estilo literário. Publicou pelo menos dois livros de culinária sob a égide da editora Dom Quixote, Guia Anual dos Restaurantes de Portugal e Receitas Tradicionais Portuguesas em 2000, e As 100 Maneiras de Cozinhar Bacalhau e Outros Peixes em 2001.
Foi igualmente um dos fundadores da editora Húmus, na qual organizava desde 2020 a colecção 12catorze, onde figuravam escritores como António Hess, José Guardado Moreira e Ricardo Belo Morais.
Em 1999 apresentou à Câmara Municipal de Matosinhos uma proposta para um festival literário, o Correntes d'Escritas, tendo sido responsável pela organização deste evento desde a sua primeira edição, em 2000. Como parte deste festival, editou a antologia A poesia é tudo, em cooperação com a Câmara Municipal da Póvoa de Varzim. Impulsionou igualmente a organização de outros festivais literários em Portugal, como o I Encontro de Literatura em Viagem, na Biblioteca Municipal Florbela Espanca, em Matosinhos, e o FLiD – Festival Literário do Douro.
Faleceu na cidade do Porto, em 24 de Março de 2025. Na sequência da sua morte, o escritor António Cabrita referiu que «o que Chico Guedes organizou e fez mexer, nos últimos 25 anos, os encontros que proporcionou, os livros que semeou, dava um baralho do Tarot», enquanto que o psiquiatra Júlio Machado Vaz recordou-o como «o homem das Correntes d'Escritas e de milhentas iniciativas culturais por esse país fora». O Presidente da República, Marcelo Rebelo de Sousa, emitiu uma nota de pesar, onde realçou a sua carreira como editor, onde «trabalhando por vezes com nomes pouco conhecidos e pequenas tiragens, aumentou a diversidade da produção literária portuguesa», e evocou o seu papel como fundador do Festival Correntes d’Escritas, que considerou como «o nosso festival literário de maior sucesso», que «reinventou formas de encontro com os escritores e de criação e manutenção de públicos».